# کتی استوارت
کتی استوارت (انگلیسی: Cathy Stewart؛ ‏ ۲ آوریل ۱۹۵۶ – ۹ اوت ۱۹۹۴) بازیگر اهل فرانسه بود.
از فیلم‌هایی که وی در آنها نقش داشته‌است می‌توان به شب شکارشدگان اشاره کرد.